# ソロモン・ローブ

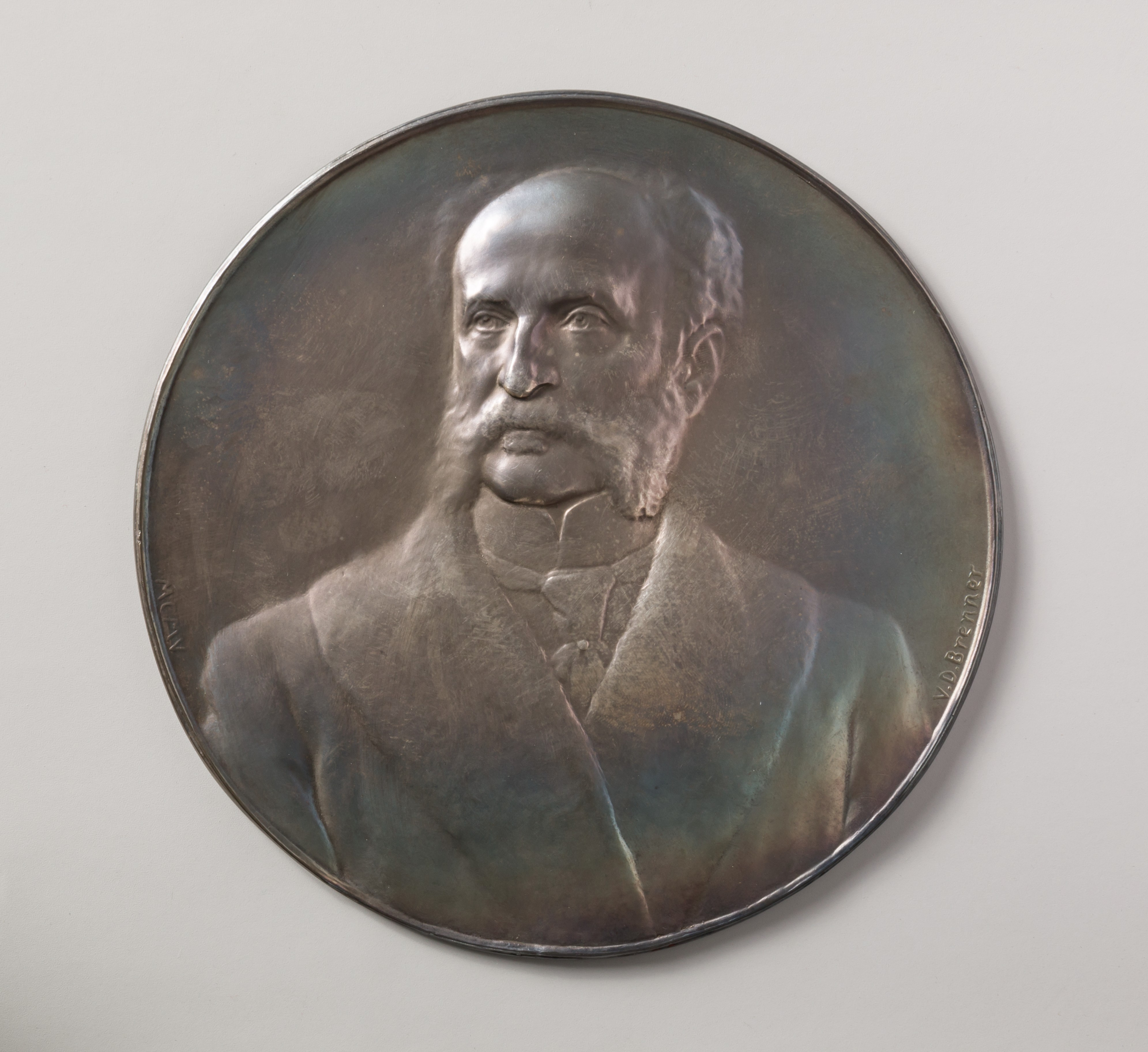
ソロモン・ローブ

ソロモン・ローブ（Solomon Loeb, 1828年 - 1903年）は、ドイツ出身のアメリカの銀行創業者。
ユダヤ系ドイツ人（ユダヤ系）出身で、ヴォルムスからアメリカに移住し、エイブラハム・クーン（Abraham Kuhn）と銀行クーン・ローブ商会を設立した。1895年10月1日、娘ニーナが連邦準備制度擁護者のポール・ウォーバーグと結婚している。
モリス・ローブ、ジェームズ・ローブの父。
| スタブアイコン | サブスタブ | この項目は、まだ閲覧者の調べものの参照としては役立たない、人物に関連した書きかけの項目です。この項目を加筆・訂正などしてくださる協力者を求めています（P:人物伝/PJ:人物伝）。 |